# Грабщина (Черниговская область)
Грабщина (укр. Грабщина) — село в Талалаевском районе Черниговской области Украины. Население — 133 человека.
Село, ранее известное как Блотница (Болотница), носит имя героического генерала Павла Граббе, который здесь жил на склоне лет и здесь же умер.
Орган местного самоуправления — Поповичковский сельский совет. Почтовый адрес: 17242, Черниговская обл., Талалаевский р-н, с. Поповичка, ул. Ватутина, 1. Код КОАТУУ: 7425382802. Почтовый индекс: 17241. Телефонный код: +380 4634.